# Victor Jacquemin
Victor Jacquemin (12 maart 1892 - onbekend) was een Belgische atleet, die gespecialiseerd was in de sprint. Hij nam eenmaal deel aan de Olympische Spelen en veroverde op twee onderdelen zeven Belgische titels.

## Biografie
Jacquemin veroverde op tussen 1907 en 1914 zes Belgische titels op de 400 m, waarvan vier opeenvolgende. In 1914 werd hij de eerste Belgische kampioen op de 200 m.
In 1911 verbeterde Jacquemin met een tijd van 50,0 s het Belgische record op de 400 m van Frank König. Dit record, dat hij nog tweemaal zou evenaren, hield meer dan twintig jaar stand. In 1914 verbeterde hij met een tijd van 22,6 ook het record op de 200 m.
Als zestienjarige nam Jacquemin deel aan de Olympische Spelen van 1908 in Londen, waar hij tweede werd in zijn reeks op de 100 m en opgaf in de reeksen van de 400 m.

### Clubs
Jacquemin was aangesloten bij Athletic and Running Club Brussel, daarna bij Racing Club Brussel en bij Excelsior Sports Club.

## Belgische kampioenschappen
| Onderdeel | Jaar                               |
| --------- | ---------------------------------- |
| 200 m     | 1914                               |
| 400 m     | 1907, 1908, 1911, 1912, 1913, 1914 |

## Persoonlijke records
| Onderdeel | Prestatie | Datum        | Plaats  |
| --------- | --------- | ------------ | ------- |
| 100 m     | 11,2      | 1908         |         |
| 200 m     | 22,6      | 21 juli 1914 | Brussel |
| 400 m     | 50,0      | 1908         | Brussel |

## Palmares

### 100 m
- 1908: 2e reeks OS in Londen

### 200 m
- 1914:  BK AC – 23,2
- 1920:  BK AC

### 400 m
- 1907:  BK AC – 53,2
- 1908:  BK AC – 53,2
- 1908: DNF OS in Londen
- 1911:  BK AC – 54,4
- 1912:  BK AC – 53,8
- 1913:  BK AC – 52,0
- 1914:  BK AC – 52,5